# Городнянский, Авксентий Михайлович
Авксе́нтий Миха́йлович Городня́нский (1896—1942) — советский военачальник, генерал-лейтенант (1942). В годы Великой Отечественной войны командующий 13-й и 6-й армиями. Погиб в мае 1942 года в окружении в ходе второй битвы за Харьков.

## Биография

### Ранние годы
Родился 1 (13) марта 1896 года в селе Талы (ныне — Кантемировского района Воронежской области).
В Русскую императорскую армию мобилизован в августе 1915 года. Служил в 203-м запасном батальоне в Орле. Участник Первой мировой войны с ноября 1915 года, когда прибыл в 419-й Аткарский пехотный полк на Западный фронт. С июня 1916 года воевал в 501-м Сарапульском пехотном полку 126-й пехотной дивизии на Румынском фронте, был произведён в старшие унтер-офицеры и назначен командиром взвода. В августе 1917 года был ранен в бою, после госпиталя в сентябре убыл в отпуск по ранению и в часть не вернулся.

### Гражданская война
1 апреля 1918 года он добровольцем вступил в Таловский красный партизанский отряд, вскоре избран бойцами начальником этого отряда. Воевал против австро-германских интервентов. В августе 1918 года вступил в Красную Армию и направлен на учёбу на Орловские пехотные курсы. Окончил их в апреле 1919 года, зачислен в 1-й Самарский добровольческий коммунистический полк. В его составе воевал на Гражданской войне помощником командира роты и командиром роты. В июле 1919 года полк под Оренбургом был переформирован в 200-й стрелковый полк 67-й стрелковой бригады. В ней командовал ротой и батальоном, воевал против Уральской армии генерала В. С. Толстова, затем на Южном фронте против Русской армии генерала П. Н. Врангеля в Северной Таврии и в Крыму. Член РКП(б) с 1919 года. С 1921 года в этой же бригаде служил в Симферополе. В июле 1922 года направлен на учёбу.

### Межвоенный период
В 1924 году окончил Стрелково-тактические курсы усовершенствования комсостава РККА имени III Коминтерна «Выстрел». С мая 1924 года служил в 8-м стрелковом полку 3-й Крымской стрелковой дивизии (Феодосия): помощник начальника и начальника полковой школы, помощник командира полка по хозяйственной части. В январе 1934 года переведён в Приволжский военный округ: помощник командира по строевой части 1-го Татарского стрелкового полка, с июня 1934 года командовал 10-м территориальным стрелковым батальоном 4-го отдельного территориального стрелкового полка (Уфа), с января 1937 — командир 292-го горнострелкового полка.
В сентябре того же 1937 года во главе полка переброшен из Уфы на Камчатку и включен в состав Тихоокеанского флота. Летом 1938 года полк проверял заместитель командующего 1-й Краснознамённой армией М. М. Попов, давший ему и командиру высшую оценку и рекомендовавший назначить Городнянского на должность командира формируемой на базе полка стрелковой дивизии. Воспоминания М. М. Попова об А. М. Городнянском «Командир. Коммунист. Человек» были напечатаны в газете Дальневосточного военного округа «Суворовский натиск» за № 154 от 2 июля 1964 года, и почти полностью воспроизведены в книге О. Смыслова о М. М. Попове. С сентября 1938 года — командир 101-й стрелковой дивизии 2-й Отдельной Краснознамённой армии (Петропавловск-Камчатский). В октябре 1940 года назначен командиром 129-й стрелковой дивизии в той же армии.

### Великая Отечественная война
В начале Великой Отечественной войны дивизия генерала А. М. Городнянского была переброшена на Западный фронт и передана в состав 16-й армии. Участвовал в Смоленском сражении, под его командованием 129-я стрелковая дивизия более двух недель вела уличные бои в Смоленске.
31 августа 1941 года назначен командующим 13-й армией Брянского фронта. В сентябре участвовал в Рославльско-Новозыбковской наступательной операции. В начале немецкого генерального наступления на Москву в ходе Орловско-Брянской оборонительной операции, к 9 октября 13-я армия была окружена южнее Брянска. Однако командующий и штаб армии сумели сохранить управление войсками, организовать оборону в окружении и прорыв. Хотя и со значительными потерями, но в целом сохранив боеспособность, 23 октября 13-я армия прорвала кольцо окружения и сразу же заняла новый оборонительный рубеж от Белева до Льгова. В ноябре армию передали на Юго-Западный фронт, она с боями отходила только по приказу от рубежа к рубежу к городу Ефремов. А в начале декабря генерал Городнянский успешно руководил действиями армии в Елецкой наступательной операции: не имея пополнений, он за счет скудных сил армии собрал ударную группу, прорвавшую немецкую оборону, за несколько дней прошедшую с боями до 100 километров и освободившую город Елец.

Развитие событий Харьковской операции с 25 мая по 15 июня 1942

В январе 1942 года назначен командующим 6-й армией Юго-Западного фронта. Участвовал в Барвенково-Лозовской наступательной операции.
Харьковская катастрофа
В ходе Харьковского сражения в мае 1942 года 6-я армия под командованием генерал-лейтенанта Городнянского, действуя на главном направлении, прорвала оборону немецких войск и за несколько дней боёв продвинулась на глубину до 50 км. Однако вскоре в результате грубых просчётов советского командования (Военный совет Юго-Западного направления — главнокомандующий маршал С. К. Тимошенко, член Военного совета Н. С. Хрущёв) ударная группировка фронта была окружена и уничтожена:347 (на илл.).
Гибель
Не имея возможности прорваться из окружения, в 20-х числах мая Городнянский по одним данным, погиб в бою, а по другим — застрелился во избежание плена. Похоронен немцами на хуторе Орлиноярск Петровского района Харьковской области. После освобождения Харьковской области прах командарма был перезахоронен на городском кладбище №13 в Харькове.

## Воинские звания
- Майор (1935)
- Полковник (декабрь 1936)
- Комбриг (21.01.1939)
- Генерал-майор (4.06.1940)
- Генерал-лейтенант (27.03.1942)

## Награды
- орден Ленина (9.08.1941)
- Медаль «XX лет Рабоче-Крестьянской Красной Армии» (22.02.1938)

### Комментарии
1. ↑  В том же окружении погибли:  Заместитель командующего Юго-Западным фронтом ген.-лейтенант Ф.Я. Костенко,  командующий группой войск 38-й армии Юго-Западного фронта, помощник командующего Юго-Западным фронтом по кавалерии, ген. майор Л.В. Бобкин и командующий 57-я армией ген.-лейтенант К.П.Подлас[4]:347

### Сноски
1. ↑  Смыслов О. С. Забытый полководец. Генерал армии Попов. — М.: Вече, 2015. — С. 59-64. — 512 с. — (Военные тайны XX века). — ISBN 978-5-4444-2996-9.
2. ↑  Дайнес В. О. Крах операции «Тайфун». — М: Вече, 2017. — 413 с. — (Военные тайны XX века).; ISBN 978-5-4444-5594-4.
3. ↑  Баграмян И. Х. Так шли мы к победе. — М.: Вече, 2015. — 573 с. — (Имена Великой Победы).; ISBN 978-5-4444-2939-6. — С.11-12.
4. 1 2  Erickson, 2003, Chapter 8. Stalin's First Strategic Offensive: January — March 1942, pp. 297—342.

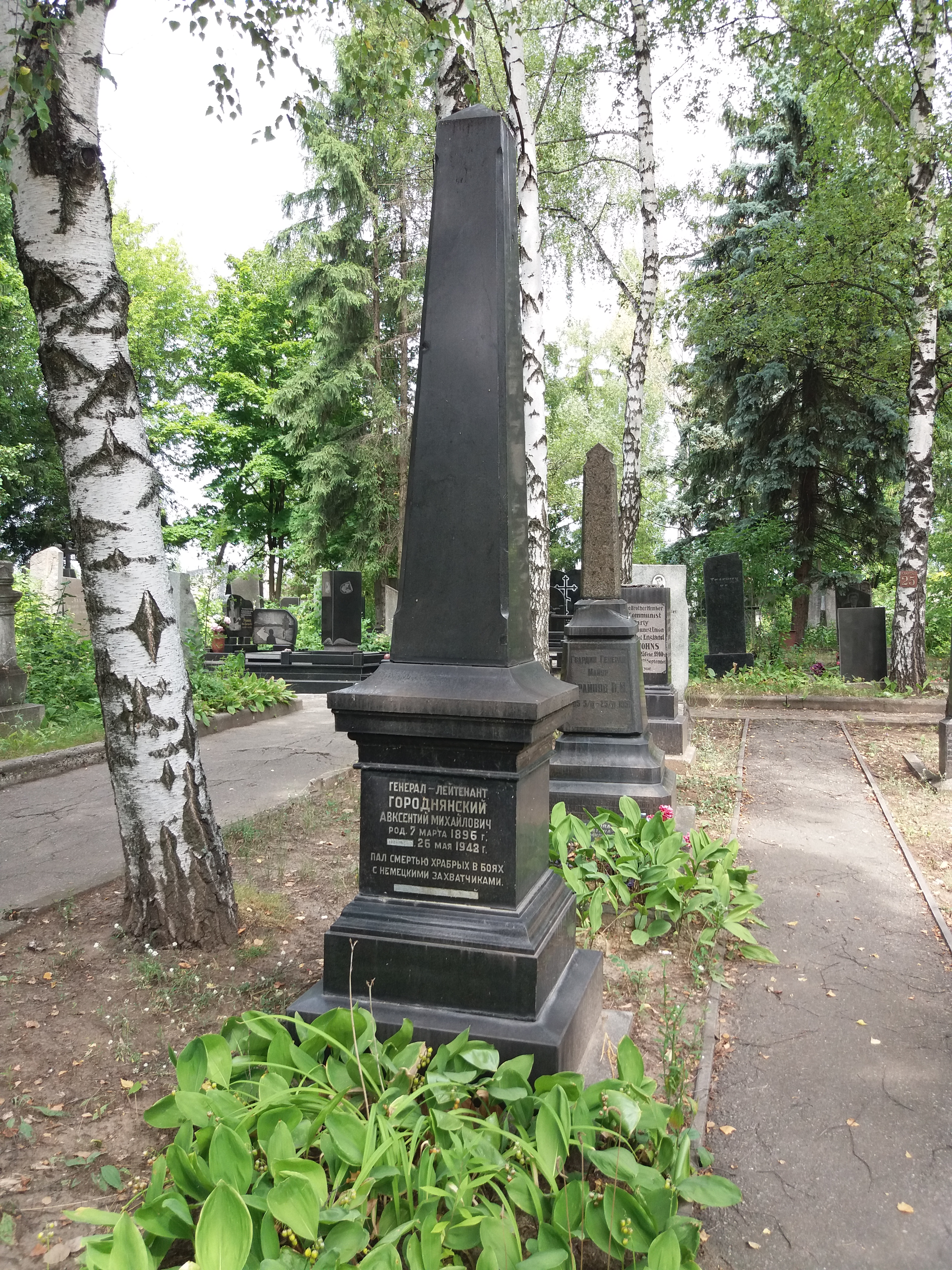
Могила генерал-лейтенанта Авксентия Михайловича Городнянского

5. ↑  ОБД Мемориал Архивировано 26 сентября 2009 года.
6. ↑  Учётная карточка воинского захоронения А. М. Городнянского. // ОБД «Память народа» Архивная копия от 7 июня 2021 на Wayback Machine.